# Transzformáció (matematika)
A geometriai transzformáció geometriai objektumok között létesített megfeleltetés, függvény, illetve reláció. A geometriai transzformáció fogalmai szemléletes konkrétumokból származtathatók, de a tudomány fejlődése során absztrakttá váltak és korábban nem tapasztalt jellemzőkkel egészültek ki.

## Neve
Az elnevezés eredete bizonytalan és nem is találó, hiszen mint a latin transformare ige származéka átalakítást jelent, de sok transzformáció éppenhogy nem változtatja meg az alakzatok formáját (egybevágóság, hasonlóság). Talán a transportatio (átszállítás), transplantatio (átültetés), transmissio (átküldés) szavak egyike alkalmasabb lett volna, hiszen a pont-transzformációk a sík/tér pontjait (kevés kivétellel) máshová helyezik. Gyanítható, hogy a fogalom kialakulására és elnevezésére akkor került sor, amikor a kutatók az egyszerű, szemléletes alaktartó transzformációk után a torzképet generáló (anamorf) megfeleltetésekkel is kezdtek foglalkozni.
Gyakran a transzformáció helyett a görögből származó homológia szó szerepel a szakirodalomban.

## Története
Eukleidész az Elemekben csak két alakzat egybevágóságával és hasonlóságával, mint az összehasonlítás (összemérés) egyik attribútumával foglalkozik anélkül, hogy ezeket megnevezné. Csupán úgy szólnak a tételei, hogy „bizonyos méretek egyezése esetén más méretek is egyenlők”. (Pl. ha két háromszögben két oldal és a közbezárt szög megegyezik, akkor a harmadik oldal és a két másik szög is.) Az Elemek szellemében keletkezett ókori és középkori munkákban csupán nyomokban jelenik meg a megfeleltetés, s akkor is inkább olyan feladatokban, hogy „szerkesszük meg egy adott alakzat olyan képét ...” és az olyan kikötésében fogalmazódik meg (kezdetben burkoltan) az egybevágóság/hasonlóság kritériuma. Az Elemek szemlélete a szintetikus geometriát tárgyaló tankönyvek, monográfiák lapjain még a 20. században is felfedezhető (a szimmetrikus alakzatok vizsgálatával kiegészítve).
Bár az újkori matematikusok levelezésében követhető a fogalom fejlődése, az analitikus (koordinátás) tárgyalás első szisztematikus kidolgozását Leonhard Eulernek tulajdoníthatjuk (Introductio in analysis infinitorum, 1784).
A merev testek helyváltoztatásához, mozgásához kapcsolódó vizsgálatokból kiindulva jutott el a matematika a térbeli és síkbeli alakzatokra értelmezett leképezések, a geometriai transzformációk fontosságának felismeréséhez. Lényeges fordulatot hozott az 1872-es év. Ekkor hangzott el Felix Klein (1849–1925) német matematikus nevezetes előadása, amelyre a matematika története az Erlangeni Program néven utal. Klein ebben az összefoglalójában hívta fel a figyelmet, hogy a geometriai transzformációkat vizsgálhatjuk aszerint is, hogy egyes alakzatoknak milyen tulajdonságait örökítik; más szóhasználattal, hogy a transzformáció során melyik tulajdonság változatlan, invariáns.

## Általános jellemzők
A transzformációgeometria a ponttranszformációk tárgyalásánál az analitikus (algebrai) eszközöket nem használó szintetikus geometria a szemléletből származtatott geometriai fogalmakat használ, s a megállapítások főleg a szemléletes euklideszi sík (2D) és tér (3D) pontjaira, alakzataira vonatkoznak, lásd: euklideszi síkgeometria. Ezzel szemben az analitikus eszközöket használó koordinátageometria (lineáris algebra) véges dimenziójú ponthalmazokkal, n-dimenziós vektorterekkel foglalkozik. Különbözik a transzformáció megadása is: szerkesztési szabály (algoritmus), illetve képlet (egyenlet). A két szakterület eszköztárával definiált fogalmakat, tételeket össze kell vetni, azaz igazolni, hogy más „nyelven”, de ugyanarról beszélünk.

## Fogalmak, elnevezések
Szűkebb értelemben egy-egyértelmű {\displaystyle \varphi }: P → P* (pont-pont) megfeleltetés a ponttranszformáció. 
A P pont a transzformáció tárgypontja, a megfeleltetett P* pont pedig a transzformáció képpontja vagy képe.
Az összetartozó (P, P*) rendezett pár egy homológ pontpár. Hasonló értelemben használjuk a tárgyalakzat, képalakzat, homológ alakzatok elnevezéseket. Gyakran a transzformáció helyett is a görögből származó homológia szó szerepel az irodalomban.
Valamivel általánosabb értelmezésben transzformációnak nevezzük azokat a megfeleltetéseket is, amelyeknél a megfelelő elempárok különfélék. Pl.: ponthoz-egyenest és egyeneshez-pontot rendelő megfeleltetések, a korrelációk.
Esetenként geometriai alakzatok (idomok, testek, ponthalmazok), máskor a sík/tér minden pontjának áthelyezéseként-átalakításaként értelmezzük. Ugyanígy váltakozva a sík önmagára vagy egy másik síkra való transzformálásáról beszélünk. Ugyancsak transzformáció a térbeli alakzatok síkbeli szemléltetése: ábrázolása, de pont-pont megfeleltetést valósítunk meg a Földet síkban ábrázoló térképeken is. A geometriai transzformáció egyik válfaját valósítják meg a komplex függvények.

### Speciális alakzatok
- Invariáns (változatlan) alakzat: A sík/tér önmagára való leképezésekor néhány pont, egyenes vagy más fontos alakzat képe a tárgyával megegyezhet.
- Fix (mozdulatlan) alakzat: Olyan invariáns alakzat, melynek minden pontja helyben marad.

#### Síkban
- Centrum: fixpont, amelyre illeszkedő egyenesek invariáns egyenesek.
- Tengely: fixegyenes. (Hagyományos -szinonim- elnevezés: forgás-, tükrözés-, affinítás-tengelye !)

#### Térben
- Centrum: fixpont, amelyre illeszkedő egyenesek és síkok invariáns alakzatok.
- Tengely: fixegyenes, amelyre illeszkedő egyenesek (metszők) és síkok invariáns alakzatok.
- Tengely-sík: fixsík amelyre illeszkedő pontok és egyenesek invariáns alakzatok.

### Műveletek transzformációkkal
- Invertálás, megfordítás: ha a transzformációt megadó megfeleltetés egy-egyértelmű (bijekció), akkor létezik az inverze, ami minden P* képponthoz annak P tárgypontját rendeli.

- Összetett függvényképzés: két vagy több transzformáció kompozícióját kapjuk, ha egymásután hajtjuk végre azokat: P →P* az első, P*  → P** a második hozzárendelés, amelyet egyetlen P → P** helyettesít. Ezért célszerű az „egyszerű”, (kevés eszközzel leírható) elemi, vagy kanonikus és az összetett transzformációkat megkülönböztetni. A részletes tárgyalás kimutatja, hogy a kanonikus transzformációk kompozíciójával a sík minden olyan transzformációja előállítható, amelyik az összetevők invariáns tulajdonságaival rendelkezik.

## A transzformációk Klein-féle rendszerezése
(Nem osztályozás, mert átfedések vannak!)

### Homeomorfia (topologikus transzformáció)
Nagyon általános, kevés invarianciát mutató transzformációt kapunk, ha egy ábrát rugalmas lemezre rajzolunk, majd a lemezt tetszőlegesen alakítjuk, miközben csak arra ügyelünk, hogy síkban maradjon. Az ábra szinte a felismerhetetlenségig eltorzul. A távolságok, a szögek, az arányok is megváltoznak, de a formák egy része így is felismerhető. Az egyenesek, körök, sokszögek akármilyen görbévé-idommá változtathatók. Néhány invariáns tulajdonságot azonban itt is felfedezhetünk, s ezek egyike a folytonosság. Ez a fura transzformáció megőrzi az elemek illeszkedését is. A vonalakon elhelyezkedő pontok rendezettsége is megmarad: a tárgy- és képalakzat egymással homeomorf = topologikusan ekvivalens. (Szemléletesen illusztrálja a topologikus transzformációt egy úthálózat deformált térképe.)

#### Anamorfia

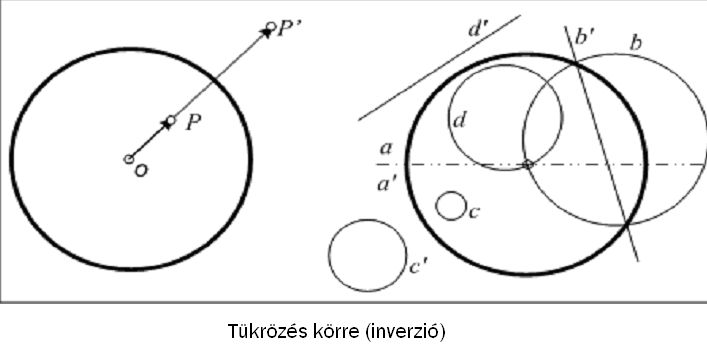
Tükrözés körre (inverzió)

A valamivel „szabályosabb” (szerkesztésekkel vagy képletekkel megadott) transzformációkat anamorfizmusoknak nevezik, ha nem minden egyenesnek egyenes a képe. Ilyen pl. a körre vonatkozó inverzió. Művészi ábrázolásnál is alkalmazzák.

Néhány példa és free-software!:

### Kollineáció (projektivitás)
Olyan homeomorfia, aminél minden egyenes képe egyenes. A sík (bijektív) egyenestartó leképezéseinek gyűjtőneve. Analitikusan elsőfokú (lineáris) egyenletrendszerrel adjuk meg: lineáris transzformáció. Az egyenesen levő pontnégyesek kettősviszonyát is megőrzi.

### Affinitás
Olyan kollineáció, ami a párhuzamos egyeneseket párhuzamos egyenesekbe transzformálja, azaz párhuzamosságtartó. Az egyenes három pontjának az osztóviszonyát is örökli a kép.

### Hasonlóság
Olyan affinitás, ami megtartja a szakaszok arányát és az egyenesek hajlásszögét.

### Egybevágóság
Olyan hasonlóság, ahol a szakaszok képének hossza is invariáns, azaz távolságtartó. A legegyszerűbb, triviális egybevágóság identitás.

## Elemi (kanonikus) síkbeli transzformációk

### Identitás
A P* = P szabállyal adott transzformáció (= minden pontnak önmaga a képe).

### Mozgások

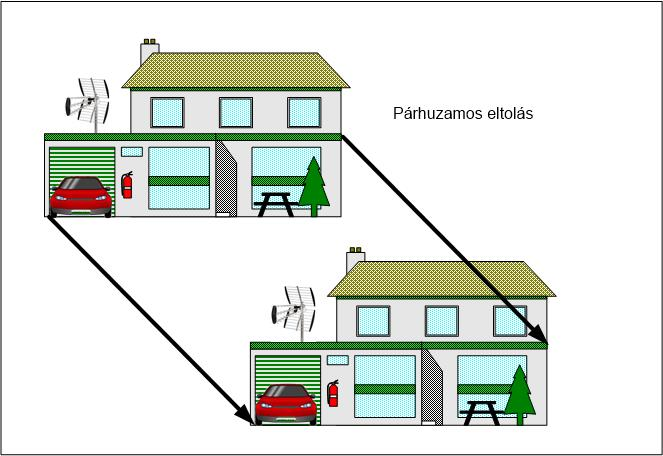

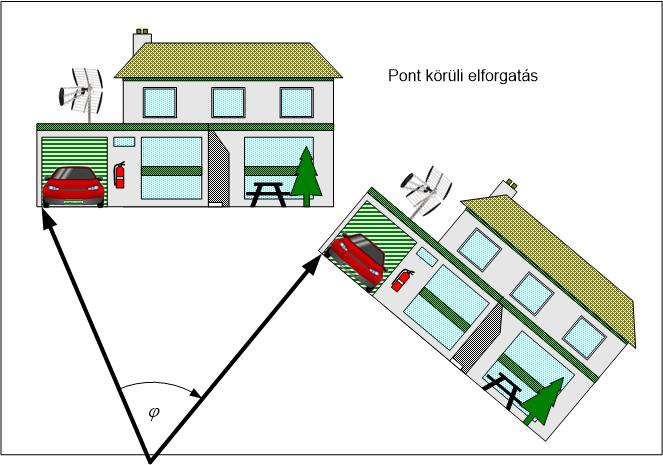

- Eltolás (transzláció): Minden PP* szakasz azonos irányú és nagyságú.
- Forgatás (rotáció): C fix, minden más P-re PP* azonos irányú és C közepű körív, azonos középponti szöggel.

(A transzformáció szempontjából közömbös a mozgás pályája.)

### Tükrözések (szimmetriák)

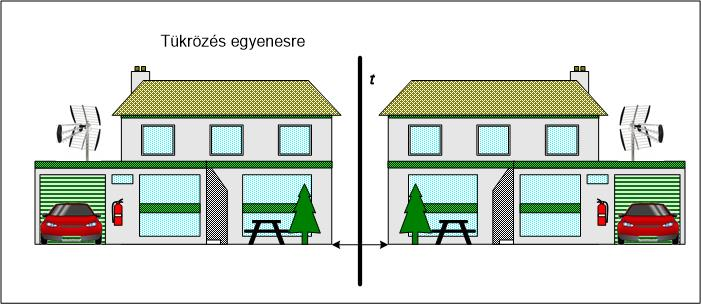
Tengelyes tükrözés

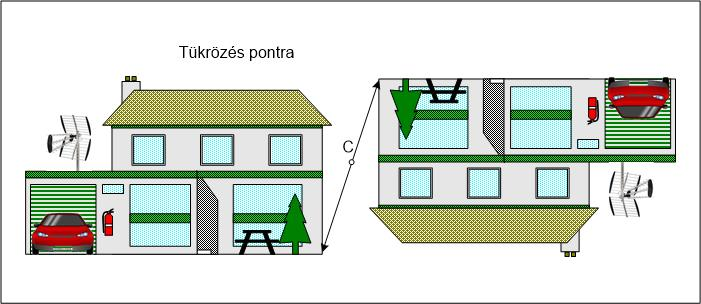
Középpontos tükrözés

- Tengelyes tükrözés: Ha P∈t, akkor P*=P, különben PP* ⊥ t és (P*t) = -(Pt).
- Középpontos tükrözés: Ha P=C, akkor P*=P, különben (P*C) = -(PC)

Tengely- / kör-szimmetrikus egy alakzat, ha önmagának a képe.

### Középpontos hasonlóság
- Homotécia: Ha P=C, akkor P*=P, különben P* ∈ CP és CP* = k.CP (k≠0)

A hasonlóság aránya k < 0 és k > 0 is lehet,
- ha |k| < 1: kicsinyítés,
- ha 1 < |k|: nagyítás,
- ha k = 1: identitás,
- ha k = -1: tükrözés.

### Tengelyes affinitások

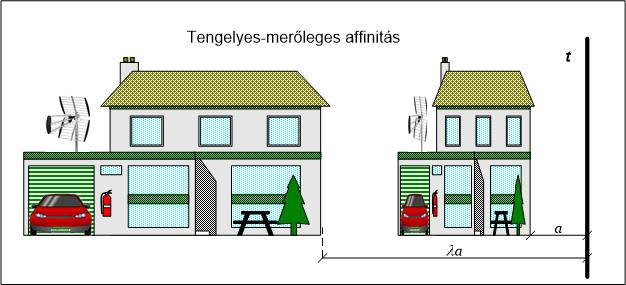
Merőleges affinitás

- Merőleges (ortogonális) affinitás: Ha P∈t, akkor P*=P, különben PP* ⊥ t és tP* = k.tP (k≠0)

Az affinitás aránya k < 0 és k > 0 is lehet,
- ha |k| < 1: összenyomás,
- ha 1 < |k|: nyújtás,
- ha k = 1: identitás,
- ha k = -1: tükrözés.

- Párhuzamos affinitás (nyírás, eláció): Ha P∈t, akkor P*=P, különben PP* || t és tP* = k.tP (k≠0)

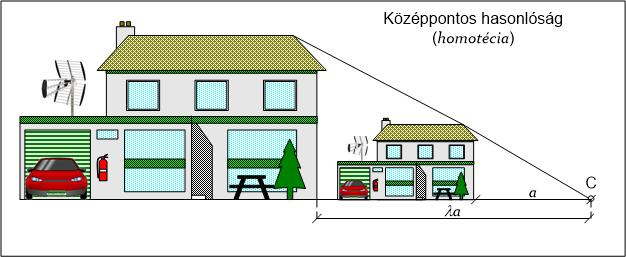
Homotécia

(A nem-merőleges (klinogonális) affinitás: PP* szakaszok t-vel alkotott szöge azonos. Nem elemi transzf., kompozícióként állítható elő. A)

### Projektivitás
- Centrális-axiális kollineáció

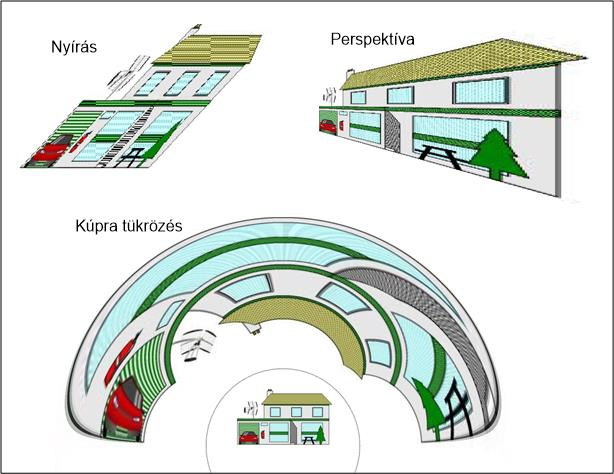
Néhány leképezés

A transzformációt a C centrumával, a t tengelyével és egy homológ pontpárral (P→P*) adhatjuk meg.

A leképezés: Ha P∈t és/vagy P=C, akkor P*=P, különben PP*∈C; továbbá ha e||t, akkor e*||t, különben az (ee*)∈t.
! Az euklideszi sík nem minden esetben kompakt erre a megfeleltetésre nézve, azaz nem minden pontjának van képe és nem minden pont kép!!
Az ideális pontokkal kiegészített euklideszi sík (klasszikus projektív sík) azonban igen.

## Elemi (kanonikus) térbeli transzformációk
(Részletezés nélkül)

### Mozgások
- Egyenes menti eltolás
- Tengely körüli forgatás

### Tükrözések
- Pontra
- Egyenesre
- Síkra

(Invariáns alakzatok: gömb-, henger-, sík-szimmetrikusak.)

### Hasonlóság
- Homotécia (középpontos kicsinyítés / nagyítás)

### Affinitás
- Tengelyes (szűkítés / tágítás)
- Tengely-síkos (lapítás / széthúzás)

### Projektivitás
- Centrális-tengelysíkos kollineáció

## A transzformációk analízise
Az euklideszi sík transzformációi közül csak azokat vizsgálhatjuk az analitikus geometria eszközeivel, amelyeknek a leképezését
{\displaystyle x^{,}=X(x,y)}
{\displaystyle y^{,}=Y(x,y)}
alakú transzformációs egyenletrendszerrel írhatjuk le.

A sík affin (hasonló, egybevágó) transzformációit
{\displaystyle x^{,}=a_{10}+a_{11}x+a_{12}y}
{\displaystyle y^{,}=a_{20}+a_{21}x+a_{22}y}
homogén lineáris egyenletrendszer definiálja: lineáris transzformációk.

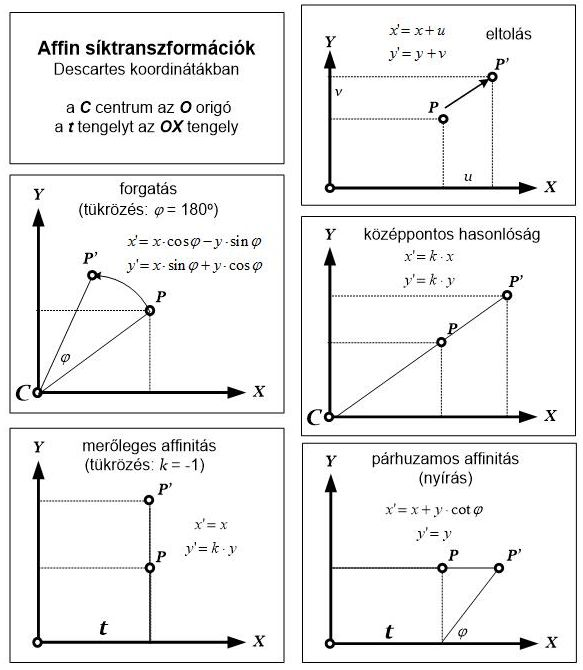
Affin transzformációk

A párhuzamosságot nem örökítő projektív transzformációk analíziséhez homogén koordinátákat kell használni
{\displaystyle x_{0}^{,}=a_{00}x_{0}+a_{01}x_{1}+a_{02}x_{2}}
{\displaystyle x_{1}^{,}=a_{10}x_{0}+a_{11}x_{1}+a_{12}x_{2}}
{\displaystyle x_{2}^{,}=a_{20}x_{0}+a_{21}x_{1}+a_{22}x_{2}}
A kibővített euklideszi (=klasszikus projektív) sík közönséges pontjainak (x0≠0) kétféle koordinátáinak átszámításai:
{\displaystyle x=x_{1}:x_{0}}
{\displaystyle y=x_{2}:x_{0}}
illetve

{\displaystyle (x_{0},x_{1},x_{2})=(x,y,1)}.

### Pont- és bázistranszformáció

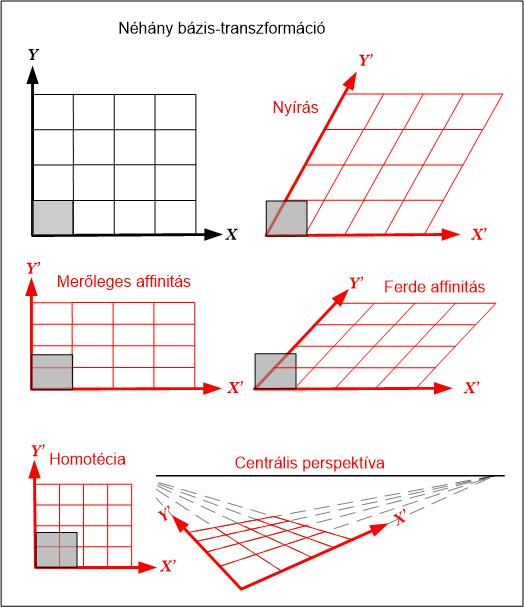
Bázistranszformációk

Az analitikus tárgyalásban meg szoktuk különböztetni két értelmezést:
1. Pont-transzformáció: a sík pontjainak képét rögzített koordináta-rendszerben adjuk meg,
2. Bázis-(rendszer-) transzformáció: a pontokat a síkban rögzítve a koordináta-rendszert transzformáljuk.

Ez utóbbi értelmezés szerint a leképezés a koordináta-hálózat képével szemléltethető.

### Vetítés (projekció, perspektíva)

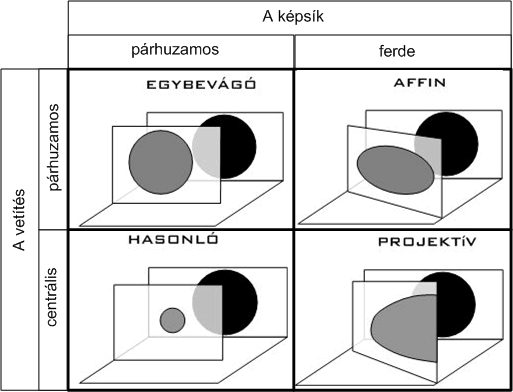
Vetítések

Két sík között úgy is megadhatunk egy leképezést, hogy a tárgysík pontjait a képsík pontjaiba vetítjük:
- paralel projekció: párhuzamos egyenesekkel
- centrális projekció: egy (külső) pontra illeszkedő egyenesekkel.

A vetítés által generált leképezés típusa ezen kívül a két sík kölcsönös helyzetétől is függ. (L.: ábra)

A sík vagy a tér önmagára való leképezése:
- perspektív: ha a homológ pontpárokat (PP*) összekötő egyenesek párhuzamosak, vagy centrálisak.

### Síkvetületek

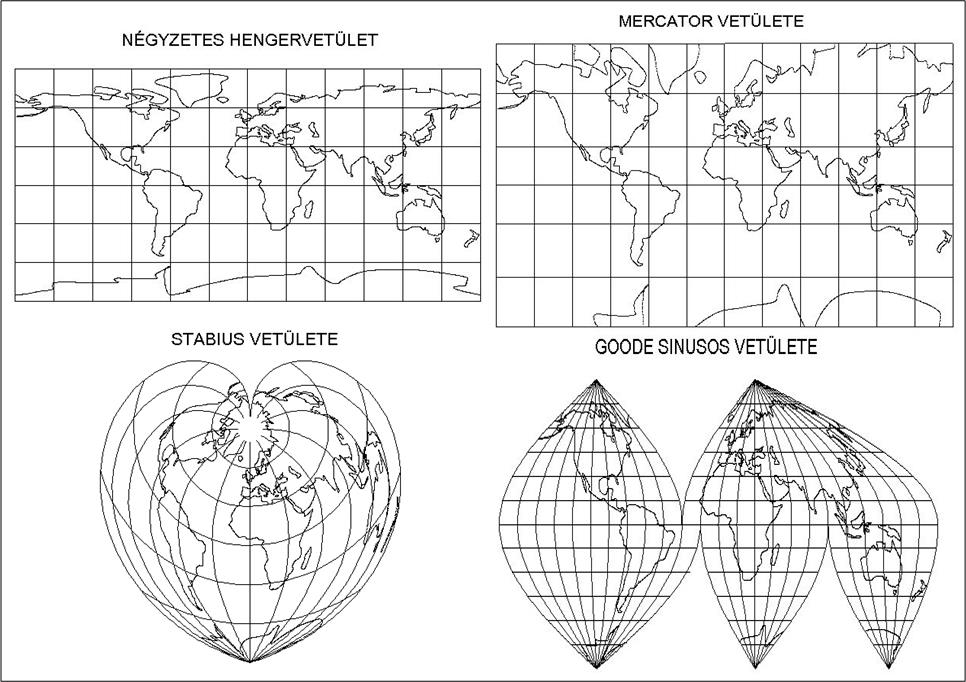
Térképek

Különleges alkalmazásoknál használt transzformációk, például a
- térábrázolás (3D-grafika): elfajuló 3D kollineáció, (a tér pontjainak képe egy síkba kerül)

A műszaki gyakorlat a Monge-féle vetületeket és axonometrikus perspektívát, a művészi térábrázolás centrális perspektívát használ.
- térképvetület: a Földfelszín síkba transzformált képe.

A térképvetületek egy része valódi (perspektív) vetítéssel származtatható (valódi vetület), másokat analitikus formulákkal adják meg (képzetes vetület). A vetületek között összetett megfeleltetésekkel is találkozunk. (Pl.: A földgömböt hengerre, kúpra stb. vetítik, majd ezeket a térkép síkjára kiterítik, esetleg a közvetítő felületet ismételten vetítik.)